# مارك سانفورد (كرة سلة)
مارك سانفورد (بالإنجليزية: Mark Sanford)‏ مواليد 7 فبراير 1976 في دالاس، هو لاعب كرة سلة أمريكي سابق. بدأ مسيرته الاحترافية في سنة 1997. تم اختياره من قبل فريق ميامي هيت خلال الدرافت. يبلغ طوله 6 قدم 10 بوصة (2.1 م). اعتزل اللعب في 2008.

## روابط خارجية
- مارك سانفورد على موقع الاتحاد الدولي لكرة السلة (الإنجليزية)
- مارك سانفورد على موقع سبورتس رفرنس (الإنجليزية)
- مارك سانفورد على موقع كرة السلة الأوروبية.كوم (الإنجليزية)
- مارك سانفورد على موقع كلية كرة السلة في سبورتس رفرنس.كوم (الإنجليزية)
- مارك سانفورد على موقع ريلجم (الإنجليزية)
- مارك سانفورد على موقع بروبوليرز (الإنجليزية)